# Skedevi (kyrkby)
Skedevi är kyrkbyn i Skedevi socken i Finspångs kommun i Östergötlands län. Byn ligger vid en vik i västra Tisnaren.
I orten ligger Skedevi kyrka.